# 月島丸遭難記念碑
月島丸遭難記念碑（つきしままるそうなんきねんひ）は、1906年（明治39年）4月21日に安藤正楽により愛媛県四国中央市土居町中村に建立された記念碑である。

## 概要
1898年（明治31年）に北海道室蘭から出港した石炭輸出船「月島丸」が1900年（明治33年）に遭難し乗員及び乗客約122人が死亡または行方不明になった事が発生した事により建立した石碑である。